# Konstandinos Makridis
Konstandinos Makridis, gr. Κωνσταντίνος Μακρίδης (ur. 13 stycznia 1982 w Nikozji) – cypryjski piłkarz, grający na pozycji środkowego pomocnika, reprezentant Cypru.

## Kariera klubowa
Karierę piłkarską Makridis rozpoczął w klubie Apollon Limassol. Początkowo nie przebił się do podstawowego składu i został wypożyczony do Ethnikosu Assias, w barwach którego zadebiutował w pierwszej lidze cypryjskiej. Po sezonie wrócił do Apollonu i grał w nim przez półtora roku.
Na początku 2004 roku Makrides przeszedł do APOEL-u Nikozja. W APOEL-u, podobnie jak w AEL Limassol, stał się zawodnikiem wyjściowego składu. Już w pierwszym sezonie gry w tym stołecznym klubie wywalczył mistrzostwo Cypru, a latem 2004 wywalczył także Superpuchar Cypru. W 2006 roku został z APOEL-em zdobywcą Pucharu Cypru, W 2007 roku został po raz drugi mistrzem kraju, a w 2008 zdobył kolejny puchar krajowy.
Latem 2008 roku Makrides został zawodnikiem ukraińskiego Metałurha Donieck. Od początku sezonu 2008/2009 był podstawowym graczem Metałurha i zajął z nim 11. miejsce w Wyszczej Lidze. 31 sierpnia 2009 powrócił na Cypr, podpisując kontrakt z klubem Omonia Nikozja. 26 czerwca 2012 powrócił do Metałurha Donieck. Po rozformowaniu Metałurha latem 2015 powrócił do APOELu Nikozja. Podczas przerwy zimowej sezonu 2015/2016 ponownie został piłkarzem Apollonu Limassol
| Sezon   | Klub             | Kraj    | Rozgrywki    | Mecze | Bramki |
| ------- | ---------------- | ------- | ------------ | ----- | ------ |
| 2001/02 | Ethnikos Assias  | Cypr    | Division A   | 22    | 4      |
| 2002/03 | Apollon Limassol | Cypr    | Division A   | 25    | 1      |
| 2003/04 | Apollon Limassol | Cypr    | Division A   | 10    | 1      |
| 2003/04 | APOEL Nikozja    | Cypr    | Division A   | 3     | 1      |
| 2004/05 | APOEL Nikozja    | Cypr    | Division A   | 26    | 6      |
| 2005/06 | APOEL Nikozja    | Cypr    | Division A   | 24    | 4      |
| 2006/07 | APOEL Nikozja    | Cypr    | Division A   | 25    | 5      |
| 2007/08 | APOEL Nikozja    | Cypr    | Division A   | 29    | 13     |
| 2008/09 | Metałurh Donieck | Ukraina | Wyszcza Liha | 24    | 3      |
| 2009/10 | Metałurh Donieck | Ukraina | Premier Liha | 5     | 0      |
| 2009/10 | Omonia Nikozja   | Cypr    | Division A   |       |        |

## Kariera reprezentacyjna
W reprezentacji Cypru Makrides zadebiutował 21 lutego 2004 roku w wygranym 2:1 towarzyskim spotkaniu z Kazachstanem. W barwach kadry narodowej występował w eliminacjach do MŚ 2006 i Euro 2008, a obecnie jest członkiem drużyny grającej w kwalifikacjach do MŚ 2010.